# 納韋爾布塔國家公園

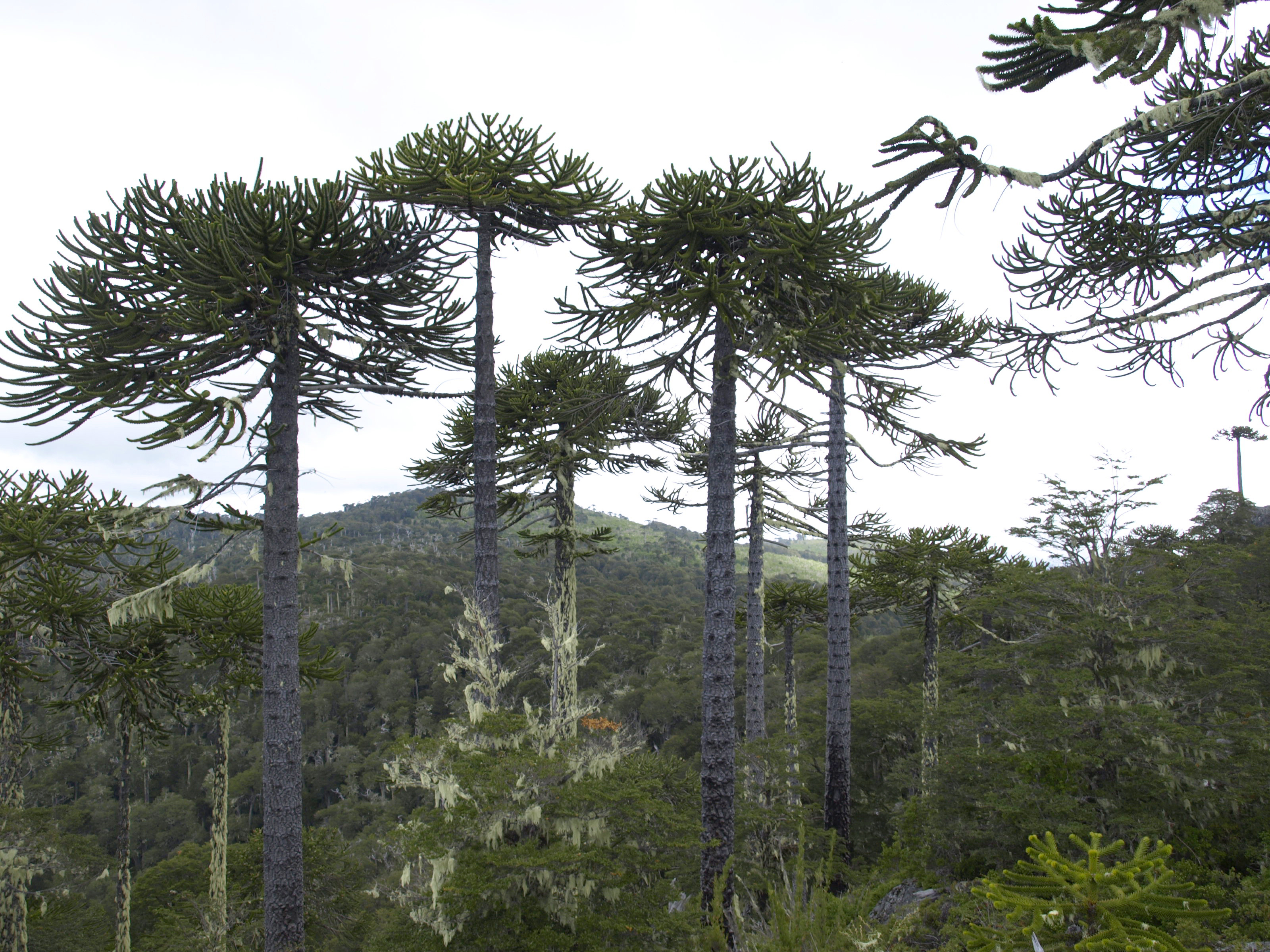

納韋爾布塔國家公園是智利的國家公園，位於該國中部，由阿勞卡尼亞大區負責管轄，距離特木科162公里，成立於1939年，面積68平方公里。

## 外部連結
- （西班牙文） Parque Nacional Nahuelbuta